# На золотому ґанку сиділи
«На золотому ґанку сиділи…» (рос. «На златом крыльце сидели») — радянський художній фільм 1986 року режисера Бориса Рицарєва. Комедія за мотивами російських казок, що містить численні пародійні епізоди і ремінісценції з класичних творів російської та світової літератури (твори О. С. Пушкіна, казки 1001 ночі та інших).

## Сюжет
Було у царя Федота три сини: Павло-царевич, Петро-царевич та Іван-царевич. По сусідству знаходилося тридесяте королівство, король якого — мореплавець і тесля Амфібрахій — пропав у морі. Королівство прийшло в запустіння, і королева вирішила видати дочку заміж.
Три брати-царевичі пішли свататися до принцеси. Але треба було виконати доручення принцеси: перемогти закоханого в принцесу Кощія Безсмертного, який прилетів на Змії Гориничі, а також звільнити з полону Кощія майстрів, які б відремонтували королівство до весілля. Павло-царевич і Петро-царевич байдикували, а на виконання завдань відправляли Івана-царевича, якому допомагала жвава внучка винахідника Міхея, Олена.
Іван-царевич успішно впорався із завданнями, а також звільнив Амфібрахія з полону морського царя. Принцеса вибрала з трьох братів Івана-царевича, але його серце належало Олені. Однак виявилося, що Олена і є принцеса.

## У ролях
- Олена Денисова —  принцеса Олена
- Геннадій Фролов — Іван-царевич
- Сергій Ніколаєв — Павло-царевич
- Олександр Новиков — Петро-царевич
- Михайло Пуговкін — цар Федот
- Тетяна Конюхова — цариця
- Леонід Куравльов — король Амфібрахій
- Лідія Федосеєва-Шукшина — королева
- Станіслав Коренєв — Перший, він же Останній
- Віктор Сергачов — Кощій Безсмертний
- Зиновій Гердт — Водяний цар
- Віктор Уральський — дід Міхей, батько короля
- Володимир Епископосян — Джинн
- Валентин Брилєєв — майстер

## Знімальна група
- Автори сценарію: Борис Рицарєв, Олександр Хмелик
- Режисер: Борис Рицарєв
- Оператори: Михайло Гойхберг, Сергій Журбицький
- Художник:  Сергій Бочаров
- Композитор:  Євген Ботяров
- Костюми: Надія Фадєєва